# Ca l'Arcís (Piera)
Ca l'Arcis o Can Bou és una masia del municipi de Piera (Anoia) inclosa en l'Inventari del Patrimoni Arquitectònic de Catalunya.

## Descripció
Té la distribució típica de la casa de pagès: dos cellers, uns adossats al seu lateral esquerre i els altres dintre la construcció fonamental en la portalada de la dreta; els corrals també es troben a l'exterior. En la planta baixa s'hi situa el menjador-entrada i al seu darrere la cuina, restaurada però en la que es pot veure la llar de foc i el lloc que ocupava l'antic forn. En la planta superior les habitacions, i més amunt les golfes i el colomer. L'aspecte extern és ben senzill, paret arrebossada ben llisa on hi destaca la portada d'entrada i tres finestres rectangulars.

## Història
Per les característiques de la casa podríem emmarcar-la en el segle xviii, dintre del creixement de les masies de la zona en aquesta època. Verifica també aquesta suposició, l'afirmació del seu actual amo, En Josep Durán.